# Indrek Zelinski
Indrek Zelinski (Pärnu, 13 november 1974) is een voormalig profvoetballer uit Estland, die speelde als aanvaller gedurende zijn carrière. Hij speelde competitievoetbal in Estland, Finland, Zweden en Denemarken. Na zijn actieve loopbaan stapte hij het trainersvak in.

## Interlandcarrière
Zelinski kwam in totaal 103 keer uit voor de nationale ploeg van Estland, en scoorde 27 keer voor zijn vaderland. Hij maakte zijn debuut onder leiding van bondscoach Roman Ubakivi op 7 mei 1994 in de vriendschappelijke uitwedstrijd tegen de Verenigde Staten (4-0 nederlaag) in Fullerton, net als Toomas Krõm (FC Flora Tallinn).
Zelinski speelde zijn laatste interland op 21 mei 2010: in de vriendschappelijke thuiswedstrijd tegen Finland (2-0) kreeg hij na zeventien minuten een publiekswissel en maakte hij plaats voor Oliver Konsa. Hij is met 27 treffers na Andres Oper (36 goals) 's lands alltime-topscorer voor de nationale ploeg.
| Interlanddoelpunten van Indrek Zelinski | Interlanddoelpunten van Indrek Zelinski | Interlanddoelpunten van Indrek Zelinski | Interlanddoelpunten van Indrek Zelinski | Interlanddoelpunten van Indrek Zelinski | Interlanddoelpunten van Indrek Zelinski | Interlanddoelpunten van Indrek Zelinski |
| №                                       | Datum                                   | Wedstrijd                               | Goal(s)                                 | Score                                   | Uitslag                                 | Competitie                              |
| --------------------------------------- | --------------------------------------- | --------------------------------------- | --------------------------------------- | --------------------------------------- | --------------------------------------- | --------------------------------------- |
| 1                                       | 1996-11-13                              | Andorra la Vella                        | Andorra                                 | 1–0                                     | 6–1                                     | Oefeninterland                          |
| 2                                       | 1996-11-16                              | Celle Ligure                            | Indonesië                               | 1–0                                     | 3–0                                     | Oefeninterland                          |
| 3                                       | 1996-11-16                              | Celle Ligure                            | Indonesië                               | 2–0                                     | 3–0                                     | Oefeninterland                          |
| 4                                       | 1996-11-16                              | Celle Ligure                            | Indonesië                               | 3–0                                     | 3–0                                     | Oefeninterland                          |
| 5                                       | 1997-03-01                              | Larnaca                                 | Azerbeidzjan                            | 2–0                                     | 2–0                                     | Oefeninterland                          |
| 6                                       | 1997-05-18                              | Tallinn                                 | Letland                                 | 1–0                                     | 1–3                                     | WK-kwalificatie                         |
| 7                                       | 1997-06-22                              | Kuressaare                              | Andorra                                 | 1–0                                     | 4–1                                     | Oefeninterland                          |
| 8                                       | 1998-06-22                              | Kuressaare                              | Andorra                                 | 1–0                                     | 2–1                                     | Oefeninterland                          |
| 9                                       | 1998-09-23                              | Tallinn                                 | Egypte                                  | 2–0                                     | 2–2                                     | Oefeninterland                          |
| 10                                      | 1998-11-21                              | Abovyan                                 | Armenië                                 | 1–2                                     | 1–2                                     | Oefeninterland                          |
| 11                                      | 1999-01-22                              | Umm al-Fahm                             | Noorwegen                               | 2–3                                     | 3–3                                     | Oefeninterland                          |
| 12                                      | 1999-01-22                              | Umm al-Fahm                             | Noorwegen                               | 3–3                                     | 3–3                                     | Oefeninterland                          |
| 13                                      | 1999-03-16                              | Larnaca                                 | Cyprus                                  | 1–0                                     | 2–1                                     | Oefeninterland                          |
| 14                                      | 2000-02-23                              | Bangkok                                 | Finland                                 | 1–4                                     | 2–4                                     | King's Cup                              |
| 15                                      | 2000-12-10                              | Hongkong                                | Hongkong                                | 1–1                                     | 2–1                                     | Oefeninterland                          |
| 16                                      | 2000-12-10                              | Hongkong                                | Hongkong                                | 2–1                                     | 2–1                                     | Oefeninterland                          |
| 17                                      | 2001-06-02                              | Tallinn                                 | Nederland                               | 2–1                                     | 2–4                                     | WK-kwalificatie                         |
| 18                                      | 2001-07-03                              | Riga                                    | Letland                                 | 1–1                                     | 1–3                                     | Baltic Cup                              |
| 19                                      | 2001-08-15                              | Tallinn                                 | Cyprus                                  | 1–1                                     | 2–2                                     | WK-kwalificatie                         |
| 20                                      | 2001-11-10                              | Athene                                  | Griekenland                             | 2–4                                     | 2–4                                     | Oefeninterland                          |
| 21                                      | 2002-03-14                              | Montecatini Terme                       | Saoedi-Arabië                           | 1–0                                     | 2–0                                     | Oefeninterland                          |
| 22                                      | 2002-05-21                              | Serravalle                              | San Marino                              | 1–0                                     | 1–0                                     | Oefeninterland                          |
| 23                                      | 2002-10-12                              | Tallinn                                 | Nieuw-Zeeland                           | 3–2                                     | 3–2                                     | Oefeninterland                          |
| 24                                      | 2003-04-30                              | Andorra la Vella                        | Andorra                                 | 1–0                                     | 2–0                                     | EK-kwalificatie                         |
| 25                                      | 2003-04-30                              | Andorra la Vella                        | Andorra                                 | 2–0                                     | 2–0                                     | EK-kwalificatie                         |
| 26                                      | 2003-12-20                              | Muscat                                  | Oman                                    | 1–1                                     | 1–3                                     | Oefeninterland                          |
| 27                                      | 2007-08-22                              | Tallinn                                 | Andorra                                 | 2–1                                     | 2–1                                     | EK-kwalificatie                         |

## Erelijst
Estland
- Zilveren Bal ("Hõbepall")

2000, 2003, 2007

### Individueel
- Estisch voetballer van het jaar

2001